# Ambassade du Canada en Islande
L'ambassade du Canada en Islande est la représentation diplomatique du Canada en Islande. Ses bureaux sont situés au Túngata 14, dans la capitale islandaise Reykjavik.

## Mission
Cette ambassade est responsable des relations entre le Canada et l'Islande et offre des services aux Canadiens en sol islandais.

## Histoire
Les relations diplomatiques entre le Canada et l'Islande sont établies en janvier 1948. Initialement, l'envoyé de Norvège agissait simultanément comme envoyé en Islande.

## Ambassadeurs
Cette représentation diplomatique canadienne est dirigée par un chef de mission qui porte le titre d'ambassadeur extraordinaire et plénipotentiaire.
| #   | Nom                           | Titre         | Nomination                  | Lettres de créance          | Fin de l'affectation         |
| --- | ----------------------------- | ------------- | --------------------------- | --------------------------- | ---------------------------- |
| 1er | Edward Joseph Garland         | EEMP          | 16 mars 1949                | 11 août 1949                | 19 août 1952                 |
| 2e  | John Benjamin Clark Watkins   | EEMP          | 29 juin 1952                | 9 juin 1952                 | 1er mars 1954                |
| 3e  | Chester Alvin Ronning         | EEMP          | 21 janvier 1954             | 22 décembre 1954            | 10 mars 1957                 |
| 4e  | J.E. Thibault                 | CA            | 10 mars 1957                | -                           | 12 mars 1958                 |
| 5e  | Robert Alexander MacKay       | EEMP puis AEP | 22 mai 1957 26 janvier 1960 | 12 mars 1958 4 juillet 1960 | 4 juillet 1960 1er mars 1962 |
| 6e  | Joseph Louis Eugène Couillard | AEP           | 15 décembre 1961            | 14 février 1962             | 23 octobre 1963              |
| 7e  | John Peter Sigvaldason        | AEP           | 27 janvier 1964             | 21 avril 1964               | 30 septembre 1968            |
| 8e  | George Kinnear Grande         | AEP           | 3 octobre 1968              | 3 décembre 1968             | 20 juillet 1972              |
| 9e  | Kenneth Douglas McIlwraith    | AEP           | 11 mai 1972                 | 13 septembre 1972           | 27 juillet 1976              |
| 10e | Trevor John Pinnacle          | CA            | 8 juillet 1976              | -                           | 3 mai 1977                   |
| 11e | Arthur Grant Campbell         | AEP           | 24 février 1977             | 3 mai 1977                  | 23 juillet 1981              |
| 12e | Wilfrid Kenneth Wardroper     | AEP           | 29 juillet 1981             | 13 octobre 1981             | -                            |
| 13e | John Maurice Harrington       | AEP           | 31 août 1984                | 12 mars 1985                | -                            |
| 14e | Robert Henry Graham Mitchell  | AEP           | 11 août 1988                | 25 janvier 1989             | -                            |
| 15e | Robert E. Pedersen            | AEP           | 1991                        | -                           | -                            |
| 16e | François Antoine Mathys       | AEP           | 4 juillet 1995              | 18 octobre 1995             | -                            |
| 17e | Marie-Lucie Morin             | AEP           | 10 juillet 1997             | 17 octobre 1997             | -                            |
| 18e | Gerald R. Skinner             | AEP           | 16 juillet 2001             | -                           | -                            |
| 19e | Richard Têtu                  | ?             | 15 juillet 2003             | -                           | -                            |
| 20e | Anna Blauveldt                | AEP           | 14 juin 2006                | 29 septembre 2006           | -                            |
| 21e | Alan Bones                    | AEP           | 14 mai 2009                 | -                           | -                            |
| 22e | Stewart Wheeler               | AEP           | 6 septembre 2012            | 24 octobre 2012             | 2016                         |
| 23e | Anne-Tamara Lorre             | AEP           | 1er juin 2016               | 27 septembre 2016           | janvier 2021                 |
| 24e | Jeannette Menzies             | AEP           | 11 novembre 2020            | 25 février 2021             | -                            |